# Marco Revelli
Marco Revelli (Cuneo, 3 dicembre 1947) è un politologo, attivista politico, giornalista e saggista italiano.

## Biografia
Figlio dello scrittore nonché ufficiale degli Alpini e partigiano Nuto Revelli, è laureato in Giurisprudenza all'Università di Torino. Professore ordinario sul settore SPS/04, Scienza politica, insegna Scienza della politica, Sistemi politici e amministrativi comparati e Teorie dell'amministrazione e politiche pubbliche presso il dipartimento di Giurisprudenza e scienze politiche dell'Università degli Studi del Piemonte Orientale "Amedeo Avogadro". Si è occupato tra l'altro dell'analisi dei processi produttivi (fordismo, post-fordismo, globalizzazione), della "cultura di destra" e, più in genere, delle forme politiche del Novecento. È coautore con Scipione Guarracino e Peppino Ortoleva di uno dei più diffusi manuali scolastici di storia moderna e contemporanea (Bruno Mondadori, 1ª ed. 1993).

### Attività politica e giornalistica
La sua prima esperienza politica è stata in Nuova Resistenza, un gruppo nato sull'onda degli eventi del luglio 1960 e attivo fino al 1968. In seguito partecipa alla fondazione di Lotta Continua, in cui rimarrà fino allo scioglimento (1976). Verso la fine dell'esperienza di LC inizia a collaborare con la rivista Primo Maggio, cioè con "il filone operaista che non aderisce e non segue la parabola di Potere Operaio, e che sceglie di stare a cavallo tra analisi sociale e ricostruzione storica, che lavora sulla storia dell'altro movimento operaio".
Alla fine degli anni novanta è stato tra i fondatori del periodico (prima mensile e poi settimanale) Carta. Suoi articoli compaiono spesso sul quotidiano il manifesto e sul settimanale Vita.
Nel 2008 è stato (assieme a Giorgio Cremaschi, Gino Strada, Noam Chomsky, Ken Loach e altri) tra i firmatari di un appello di solidarietà nei confronti del senatore di Rifondazione Comunista Franco Turigliatto, espulso dal suo partito per non aver votato in parlamento una mozione sulla politica estera del secondo governo Prodi.
Dal 2007 è presidente della Commissione di indagine sull'Esclusione Sociale (CIES). Nel 2014 è tra i promotori della lista della sinistra radicale, in vista delle elezioni europee, denominata L'Altra Europa con Tsipras.

## Pubblicazioni
- Operai senza politica, a cura di e con Brunello Mantelli, Roma, Savelli, 1979.
- I 35 giorni alla Fiat. Testo del pubblico dibattito tenuto a Calvatone presso la Biblioteca Comunale il 21 novembre 1980, con operai FIAT-Torino e operai FIAT-OM-Brescia, Piadena, Lega di cultura di Piadena, 1981.
- Storia dell'età contemporanea, (con Peppino Ortoleva), Milano, Edizioni scolastiche B. Mondadori, 1982.
- La società contemporanea, (con Peppino Ortoleva), Milano, Edizioni scolastiche B. Mondadori, 1983.
- La cultura della destra radicale, Milano, Franco Angeli, 1985.
- L'età delle rivoluzioni, (con Scipione Guarracino e Peppino Ortoleva), Milano, Edizioni scolastiche B. Mondadori, 1987.
- Cicerone, sant'Agostino, san Tommaso, Torino, Giappichelli, 1989.
- Lavorare in Fiat, Milano, Garzanti, 1989. ISBN 88-11-65680-X.
- Teorie della burocrazia. Da Hegel a Weber, Alessandria, WR-Università, 1991; Pavia, Iuculano, 1992. ISBN 88-7072-212-0.
- Fiat: i relegati di reparto, (con Gabriele Polo), Roma, Erre emme, 1992. ISBN 88-85378-34-X.
- Introduzione alla scienza politica, Pavia, Iuculano, 1992. ISBN 88-7072-213-9.
- La fiera dell'Est. Un imprenditore italiano nella Russia che cambia, (con Galliano Rotelli), Milano, Feltrinelli, 1993. ISBN 88-07-12007-0.
- Fascismo, antifascismo. Le idee, le identità, (con Giovanni De Luna), Firenze, La Nuova Italia, 1995. ISBN 88-221-1583-X.
- La destra nazionale. Un manuale per capire, un saggio per riflettere, Milano, Il Saggiatore, 1996. ISBN 88-428-0340-5.
- Le due destre. Le derive politiche del postfordismo, Torino, Bollati Boringhieri, 1996. ISBN 88-339-0972-7.
- La sinistra sociale. Oltre la civiltà del lavoro, Torino, Bollati Boringhieri, 1997. ISBN 88-339-1049-0.
- Putney. Alle radici della democrazia moderna. Il dibattito tra i protagonisti della rivoluzione inglese, a cura di, Milano, Baldini & Castoldi, 1997. ISBN 88-8089-224-X.
- Lo stato della globalizzazione. Saggi, (con Pino Tripodi), Milano, Libro del Leoncavallo, 1998. ISBN 88-87175-08-X.
- Liberismo o libertà. Dialoghi su capitalismo globale e crisi sociale, (con Giorgio Cremaschi), Roma, Editori Riuniti, 1998. ISBN 88-359-4422-8.
- Storia fotografica dell'industria automobilistica italiana, a cura di e con Pierluigi Bassignana e Adriana Castagnoli, Torino, Bollati Boringhieri, 1998. ISBN 88-339-1106-3.
- Fuori luogo. Cronache da un campo rom, Torino, Bollati Boringhieri, 1999. ISBN 88-339-1173-X.
- Oltre il Novecento. La politica, le ideologie e le insidie del lavoro, Torino, Einaudi, 2001. ISBN 88-06-15620-9.
- La politica perduta, Torino, Einaudi, 2003. ISBN 88-06-16704-9.
- Nonviolenza. Le ragioni del pacifismo, (con Fausto Bertinotti e Lidia Menapace), Roma, Fazi, 2004. ISBN 88-8112-588-9.
- Alla ricerca della politica. Tracce di un altro mondo possibile nell'epoca delle fini, a cura di e con Giorgio Barberis, Milano, Guerini, 2005.
- Sulla fine della politica. Tracce di un altro mondo possibile, (con Giorgio Barberis), Milano, Guerini, 2005. ISBN 88-8335-698-5.
- Carta d'identità. Cronache d'inizio secolo. 1998-2005, Napoli-Roma, Intra Moenia-Carta, 2005. ISBN 88-7421-055-8.
- Paranoia e politica, a cura di e con Simona Forti, Torino, Bollati Boringhieri, 2007. ISBN 978-88-339-1824-2.
- Sinistra Destra. L'identità smarrita, Roma-Bari, Laterza, 2007. ISBN 978-88-420-8325-2.
- Controcanto. [Sulla caduta dell'altra Italia], Milano, Chiarelettere, 2010. ISBN 978-88-6190-100-1.
- Poveri, noi, Torino, Einaudi, 2010. ISBN 978-88-06-20312-2.
- I demoni del potere, Roma-Bari, Laterza, 2012. ISBN 978-88-420-9536-1.
- Non solo un treno... La democrazia alla prova della Val Susa, (con Livio Pepino), Torino, Edizioni Gruppo Abele, 2012. ISBN 978-88-6579-026-7.
- Finale di partito, Torino, Einaudi, 2013. ISBN 978-88-06-21554-5.
- Post-Sinistra, Roma-Bari, Laterza, 2014. ISBN 978-88-581-1166-6.
- La lotta di classe esiste e l'hanno vinta i ricchi. Vero!, Roma-Bari, Laterza, 2014. ISBN 978-88-581-1107-9.
- Il vento di Adriano. La comunità concreta di Olivetti tra non più e non ancora, (con Aldo Bonomi e Alberto Magnaghi), DeriveApprodi (collana Coprifuoco), 2015.
- Dentro e contro. Quando il populismo è di governo, Laterza (collana I Robinson. Letture), 2015.
- I partiti politici nella organizzazione costituzionale, (con Francesca Biondi e Giuditta Brunelli), Editoriale Scientifica, 2016
- Non ti riconosco. Un viaggio eretico nell'Italia che cambia, Einaudi (collana Frontiere Einaudi), 2016.
- Populismo 2.0, Einaudi, 2017. ISBN 978-88-06-23336-5
- La politica senza politica. Perché la crisi ha fatto entrare il populismo nelle nostre vite, Einaudi, 2019
- Turbopopulismo. La rivolta dei margini e le nuove sfide democratiche, (con Luca Telese), Solferino, 2019
- Umano Inumano Postumano. Le sfide del presente, Einaudi, 2020
- Democrazia tradita. Dal G8 di Genova al governo Meloni: la pandemia antidemocratica che ha travolto l'Italia (con Roberto Bertoni), PaperFIRST, 2023
- Questa Sinistra inspiegabile a mia figlia, Einaudi, 2024

## Riconoscimenti
Nel 2017 ha ricevuto il Premio Nazionale Letterario Pisa per la Saggistica.